# Kerven Teignouse
Kerven Teignouse est un site archéologique du second âge du fer sur la commune d'Inguiniel (Morbihan - France). 

## Découverte et identification du site

### Une découverte fortuite
La découverte du site remonte au début des années 1950 lors de travaux de défrichement par Jules Doré, propriétaire des terres. Ces travaux mettent au jour une stèle gauloise haute de 1,90 m et d'un diamètre de 45 cm à sa base et de 22 cm à son sommet. Quelques vestiges de décors permettent de supposer une stèle funéraire. Malheureusement, l'emplacement exact de cette découverte n'est pas correctement rapporté. Cette stèle se trouve aujourd'hui à Inguinel, sur la place de l'église.
Quelques visites effectuées peu de temps après par des archéologues, en particulier Yves Coppens, permettent de caractériser le site comme un habitat fortifié du second âge du fer. Aucune fouille n'a été mise en œuvre par la suite. Seule une fouille clandestine datant des années 70 peut être éventuellement relevée.

### Les fouilles initiées en 1992
En 1992, une fouille programmée est mise en place, sous la direction de Daniel Tanguy, pour étudier le site et recueillir de nouvelles informations sur les coutumes funéraires de l'Armorique du second âge du fer. Se poursuivant jusqu'en 2015, en s'éloignant des objectifs initiaux, les recherches ont permis de mettre en évidence un habitat gaulois et de retracer son évolution sur plus de six siècles, du VIe siècle av. J.-C. au Ier siècle avant notre ère. Quelques éléments attestent de la poursuite de l'occupation des lieux jusqu'au IIe siècle de notre ère.

## Description et historique du site
Une première occupation, datant de l'âge du bronze et relativement restreinte, a été détectée en 2006. Cette occupation ne semble pas être relayée au bronze final et au premier âge du fer. Le site n'est ensuite réinvesti au tout début du second âge du fer et est alors occupé sans discontinuer jusqu'à la conquête romaine. La longue utilisation du site au second âge du fer peut être découpée en quatre phases.

### Phase A
Le site de Kerven Teignouse est investi à la transition entre le premier et le second âge du fer. Cette première occupation consiste en un enclos curviligne délimité par un fossé probablement associé à un petit talus. L'entrée de cet enclos est orienté au nord-est et aucune trace d'un système de fermeture de cet accès n'a été retrouvée. Quatre souterrains, servant probablement comme structure de stockage, sont également associés à cette phase. Le site est probablement à cette époque un simple habitat à vocation agricole. L'ensemble des vestiges concernant cette phase n'excède pas une surface de 2 000 m2.

### Phase B
Au Ve siècle av. J.-C., une partie des fossés sont remblayés, ainsi que les quatre souterrains, et l'habitat de Kerven Teignouse connaît une importante évolution, passant du statut de simple exploitation agricole à un statut plus marqué qualitativement. L'évolution la plus sensible consiste en une importante extension vers le Nord. Un second enclos, délimité d'imposants fossés curvilignes de 2,50 m de profondeur, vient s'implanter au nord de l'enclos préexistant. Ce second enclos est lui-même inscrit au sein d'un troisième enclos beaucoup plus vaste, dont le contour est marqué par deux fossés de faible profondeur.
La surface totale du site passe ainsi de 2 000 m2 à près d'un hectare. Les accès aux espaces enclos restent orientés au nord et sont toujours alignés sur le même axe viaire. Quatre nouvelles structures de stockage en souterrains sont creusées en remplacement des précédentes qui ont été comblées.

### Phase C
Au IIIe siècle av. J.-C., de grands changements interviennent sur le site qui est littéralement refondé. Lors de ce réaménagement global, les fossés circulaires et les souterrains sont comblés et les enclos précédents sont arasés. De nouveaux enclos, quadrangulaires à une exception près, sont mis en place. L'ensemble du système d'enclos dégagé, et correspondant à cette phase, couvre une surface supérieure à 4 hectares. Les surfaces encloses sont délimités par de larges fossés à profil en V, pouvant atteindre 6 m de large et 3 m de profondeur, les vestiges suggèrent en outre la présence d'un talus interne de près de 4 m de large.

## Les stèles
La stèle funéraire tronconnique à l'origine des investigations archéologiques est désormais propriété de la commune et a été réinstallé au centre du village à la suite de la donation des enfants de Jules Doré. Plusieurs autres fragments de stèle funéraire ont été retrouvés lors des fouilles, suggérant que la nécropoles originale a été arasée lors de la fortification du site au IIIe siècle.
La stèle anthropomorphe dite de Kervihan ne provient pas du site de Kerven Teignouse, mais d'une autre partie du bourg d'Inguiniel. Découverte à proximité d'une source, elle est datée du 1er Âge du Fer.
Plusieurs autres stèle de la région suggèrent un peuplement assez dense à Inguinel à l'époque gauloise.